# Big Match
Big Match era un gioco a premi della società SISAL basato su pronostici legati alle partite di calcio nato nel 2004 e cessato nel gennaio 2022.
La schedina era divisa in tre parti, nelle prime due erano elencate una serie di sei partite, nella terza solo tre incontri. Nelle prime due parti bisognava indovinare il risultato di tre delle sei partite scelte a piacere basandosi sulle regole dei segni 1 X oppure 2, sul modello del Totocalcio; nell'ultima parte si doveva prevedere il risultato esatto di uno dei tre confronti sempre scelto dal giocatore, erano elencati 15 risultati a cui si aggiungeva un sedicesimo detto A nel caso l'avvenimento terminasse 3-3 oppure con minimo 4 reti segnate da almeno una delle due squadre. Era prevista una sola categoria di vincite con tutti e sette i pronostici azzeccati.